# Banyalbufar
là một đô thị trên đảo Majorca, thuộc Quần đảo Balears, Tây Ban Nha. 

## Dân số
Banyalbufar có 568 người (2005) mật độ 31 người/km².
- Banyalbufar (407 người)
- Es Port des Canonge (62 người)
- Son Coll (28 người)